# Kammergut Lohmen

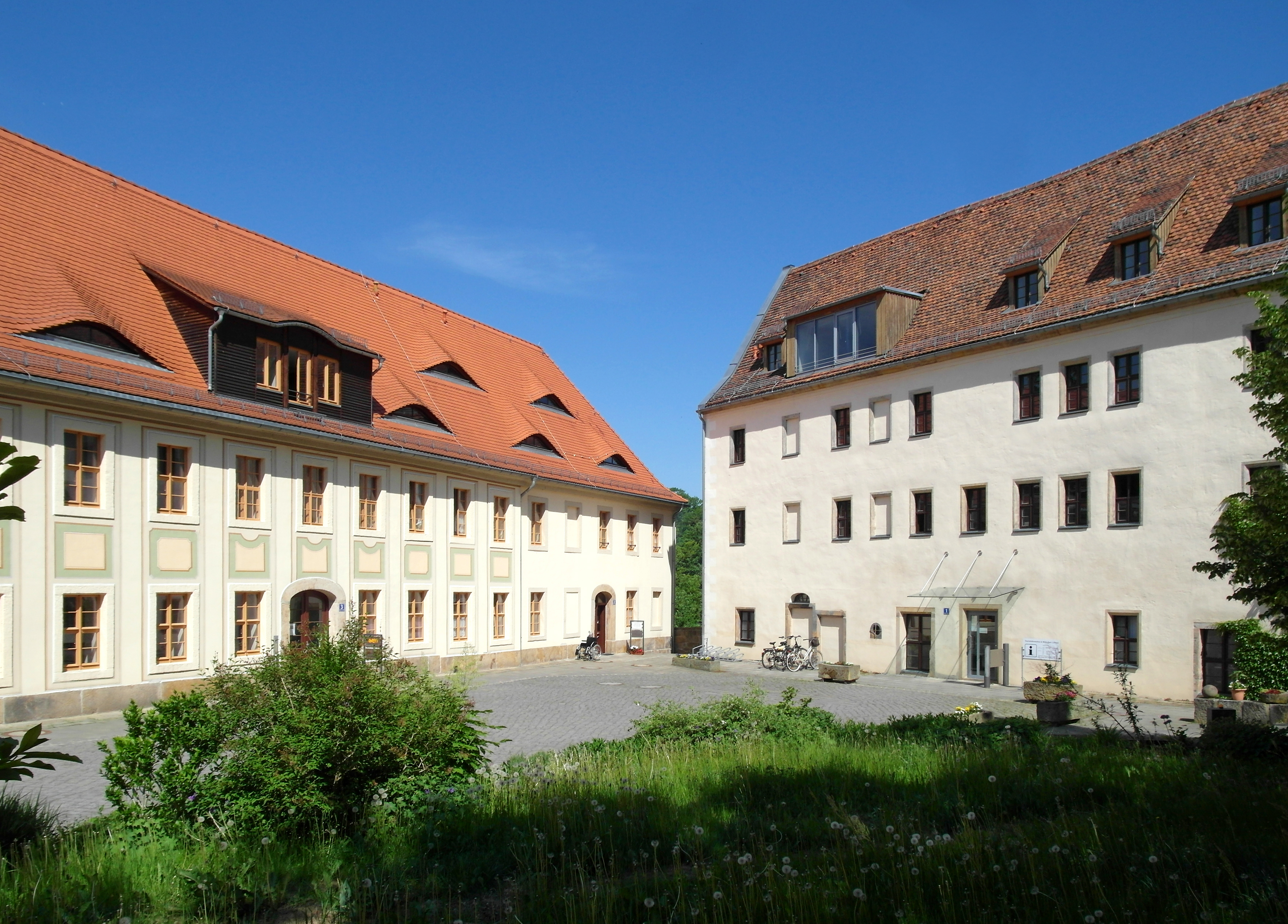
Kammergut Lohmen

Wappen der Wettiner als Reichserzmarschälle und Kurfürsten von Sachsen in der Patronatsloge der Dorfkirche.

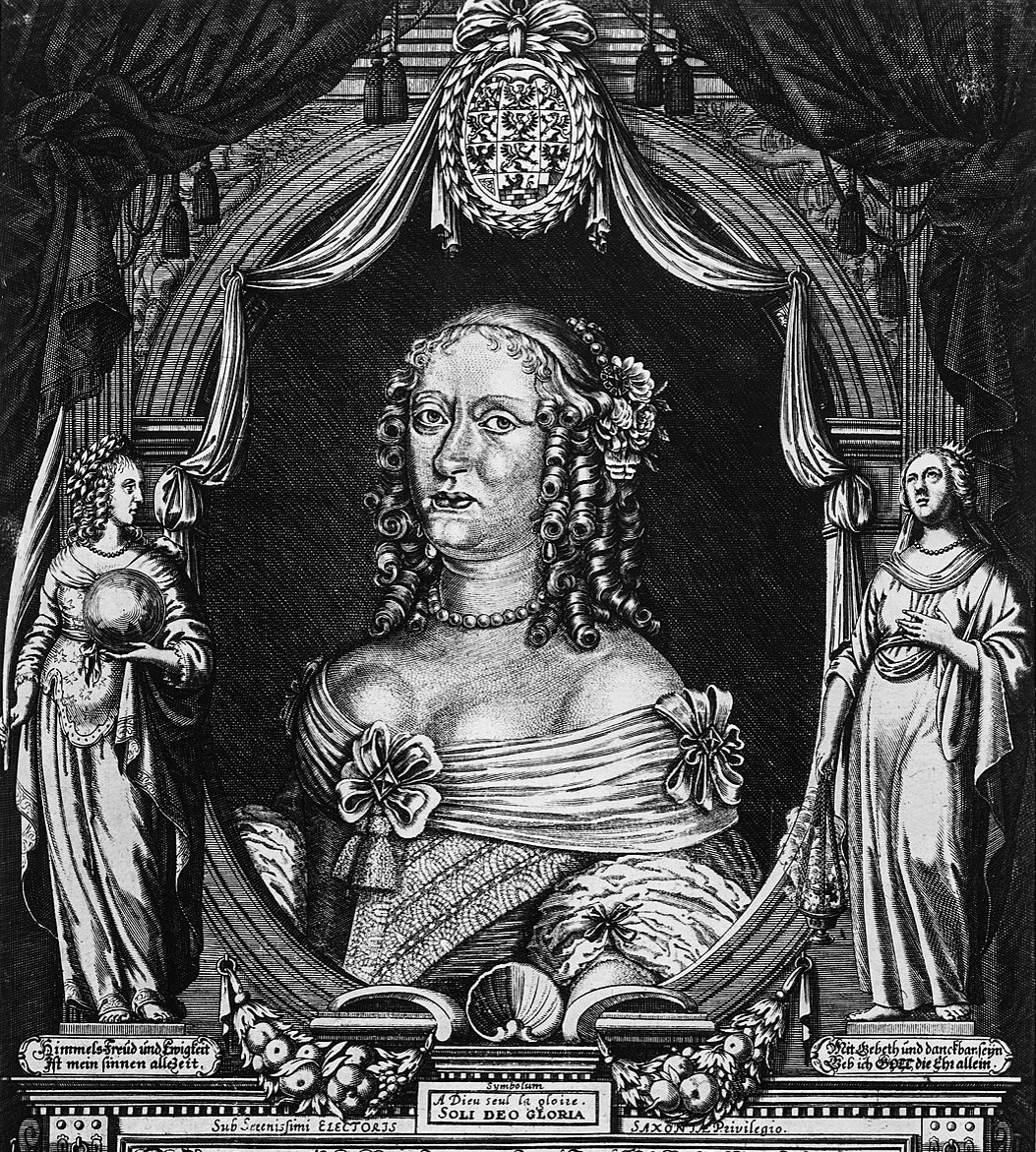
Magdalena Sibylle von Brandenburg-Bayreuth hatte zeitweise ihren Witwensitz auf dem Kammergut.

Das Kammergut Lohmen (auch: Schloss und Kammergut Lohmen) ist ein aus zwei Flügeln bestehendes Bauensemble in Lohmen im Landkreis Sächsische Schweiz-Osterzgebirge in Sachsen. Der teils aus der Renaissance und im Fall des gesonderten solitären Nebenflügels aus dem Barock stammende Gebäudekomplex wird heute von der Gemeinde genutzt und gepflegt.

## Geschichte
Ursprünglich war das Areal mit Altem Schloss und später dem Neuen Schloss bebaut. Es war damals ein Herrensitz der Familie von Schönburg-Glauchau. Am 21. März 1543 tauschte der Kurfürst Moritz von Sachsen die Besitzungen der Herren Hugo von Schönberg und Wolf von Schönberg, und zwar deren Besitzungen Lohmen und Wehlen. Ihr Vorfahre Ernst II. von Schönberg hatte diese zu Beginn des 16. Jahrhunderts von den Familien von Saalhausen und von Schleinitz erworben. Der Schlossflügel auf der Felskante zur Wesenitz wurde 1524 errichtet und diente bis 1857 dem Amt Hohnstein mit Lohmen als Verwaltungssitz und wurde zum Kammergut. Dazu gehörte einst noch ein großer Garten, mit einer Mauer umfriedet. Teil des Gutes war ebenso eine Mälzerei und von 1581 sogar bis 1925 eine Brauerei. Des Weiteren bestand im Schlossbereich eine kleine Kapelle. Diese war die Vorgängerin der heutigen Kirche zu Lohmen. Die vormals bestehende Schlosskapelle stand etwa 100 Meter westlich des heutigen Kirchenstandortes. Die mittige der drei schlichten Patronatslogen der Dorfkirche Lohmen trägt bis heute das Wappen der Wettiner, der Landesherren und Eigentümer des Kammergutes, in der Ausführung als Reichserzmarschälle. 
Kurfürst August von Sachsen gab dieses Kammergut in Lohmen seinem bürgerlichen Kammersekretär Johann Jenitz als Geschenk für seine Verdienste. Von dort gelangte das Eigentum nachfolgend auch an Hans Georg von Wehse, bis Kurfürst Johann Georg I. die Begüterung wieder für das Kurfürstentum zurückerwarb. Zwischenzeitlich diente Lohmen auch als Witwensitz der Kurfürstin Magdalena Sibylle von Brandenburg-Bayreuth, Ehefrau des Kurfürsten Johann Georg II. von Sachsen. Einige Jahrzehnte später, um 1702, bewohnte die Hofdame Henriette Amalie Gräfin Reuß zu Obergreiz, geb. Freiin von Friesen das Anwesen.
1853 ging das Amt Lohmen als Verwaltung an die Amtshauptmannschaft Pirna über. Das Kammergut blieb juristisch formell und amtlich bestehen. 1872 musste das Kammergut Flurstücke für den Bau der Eisenbahnstrecke Pirna–Kamenz abgeben.
Vor 1925 beinhaltete das Kammergut 243 ha, als Pächter agierte Herr Vierling. Des Weiteren gab es in Lohmen private land- und forstwirtschaftliche Flächen. Für den Sächsischen Staatsfiskus, dem ebenso das landesherrliche Kammergut unterstand, ist zeitgleich vorzuweisen der Anteil Lohmen mit 1359 ha, Verwalter F. Richard; der so genannte Anteil Pillnitz 684 ha, Forstmeister Bothe. Hinzu kamen die Nr. 49 mit 20 ha, das Gut des Paul Forkert und Nr. 75 mit 16 ha, Eigentümer die Johne`s Erben Pächter Max Johne.
Mehrere Gebäude des alten Gesamtensembles, so das Herrenhaus, die Brennerei und Stallanlagen, mussten nach 1945 zur Baustoffgewinnung abgetragen werden. In den restlichen Gebäuden waren Kriegsflüchtlinge untergebracht. Zu DDR-Zeiten wurden für die übrige Bausubstanz keine Maßnahmen zum Erhalt unternommen.
Heute sind in den verbliebenen Gebäuden die Gemeindeverwaltung und eine Bibliothek ansässig.

## Amtshauptleute, Administratoren und Pächter
Der auch mehrfach als Vorwerk betitelte Gutsbetrieb wurde früh von adeligen Amtshauptleuten geführt. Hier sind die Familie von Lüttichau mit den Gutsherren, ausgestattet mit Rittergütern in der regionalen Nachbarschaft, Hannibal von Lüttichau (1654–1726) und etwas später sein Enkel Christian Friedrich Curt(h) von Lüttichau (1733–1808) nachgewiesen. Oberstleutnant a. D. Innocenz August von Holleuffer (1767–1831) war als Rentbeamter vor Ort tätig. Peter Carl von Hohenthal war als Administrator bestellt. Die für Sachsen wichtige staatliche Schafzucht in Lohmen oblag in der Oberaufsicht dem Tharandter Professor August Gottfried Schweitzer. Als langjährige Pachtfamilien traten Edmund Sison, der 1861 insbesondere auf den größeren Mutterschafverkauf sowie zuvor schon den Verkauf von einjährigen Holländer Bullen setzte, und Ökonomierat und Amtsverwalter Joh. Georg Aichele hervor. Aichele wiederum spezialisierte sich als Landwirt und Züchter auf den Pirnaer Gebirgsroggen.

### Schloss Lohmen im 19. Jahrhundert

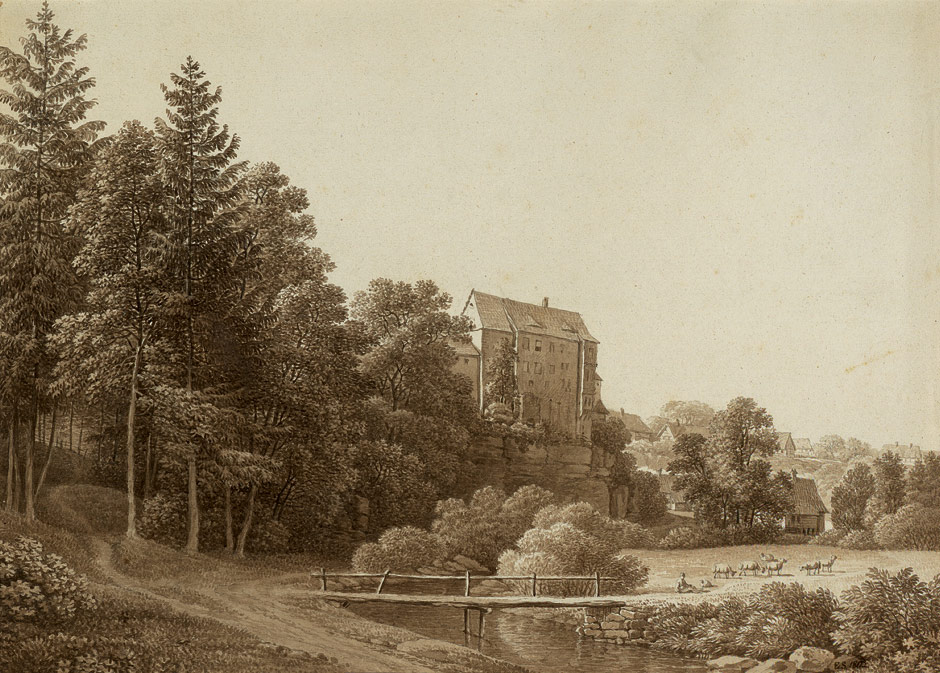
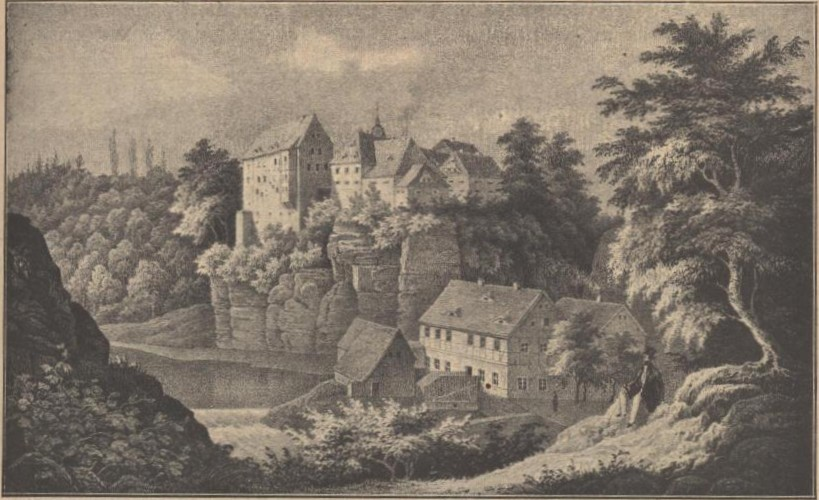

### Schloss Lohmen im 21. Jahrhundert
Die erste Sanierung des vormaligen Kammergutes wurde 1999 bis 2001 durchgeführt. Nachfolgend wurden die noch bestehenden Teile des alten Gutshofes saniert. Am Bibliotheksgebäude ist ein moderner Glas-Metall-Quader angefügt.

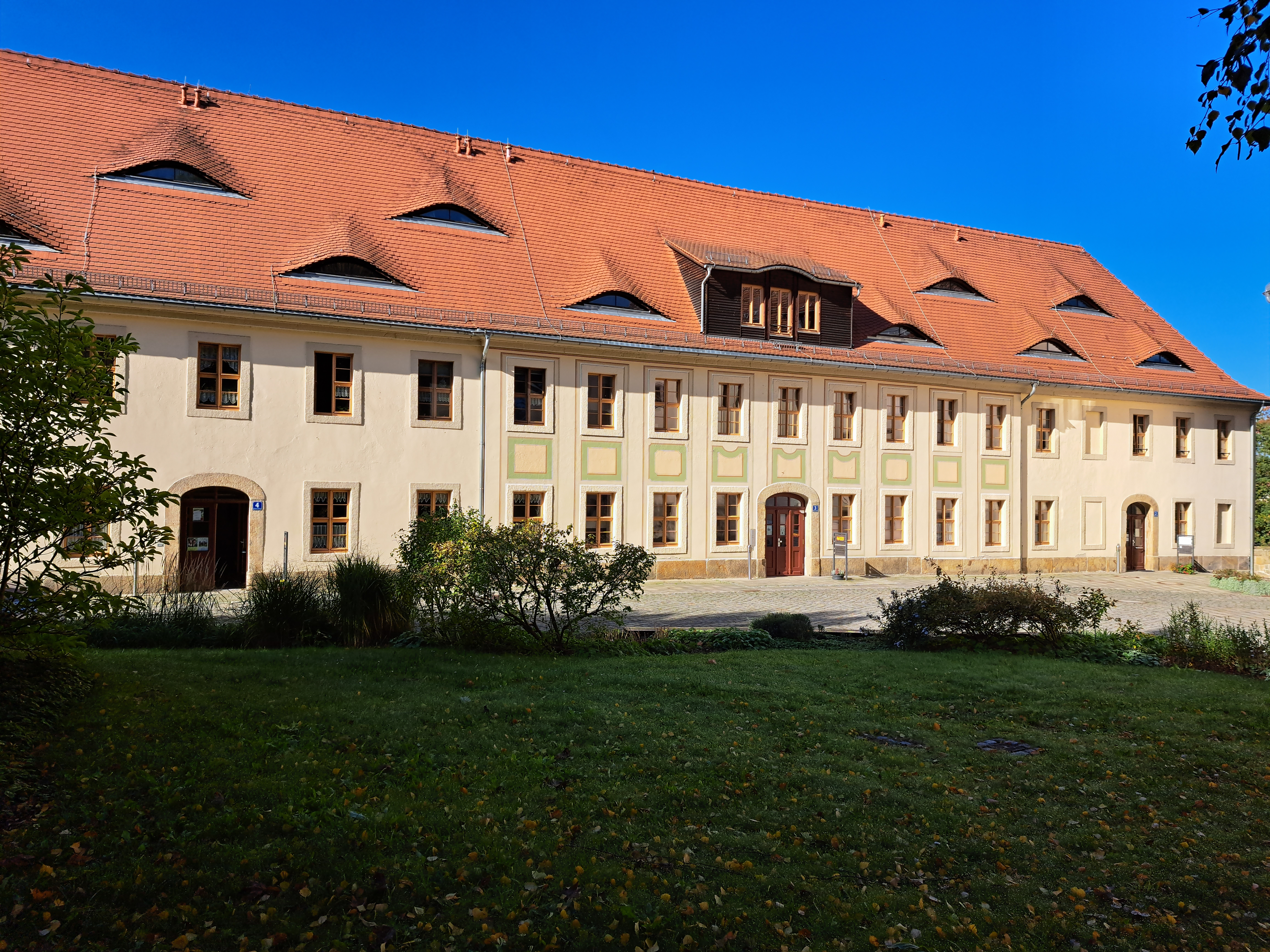
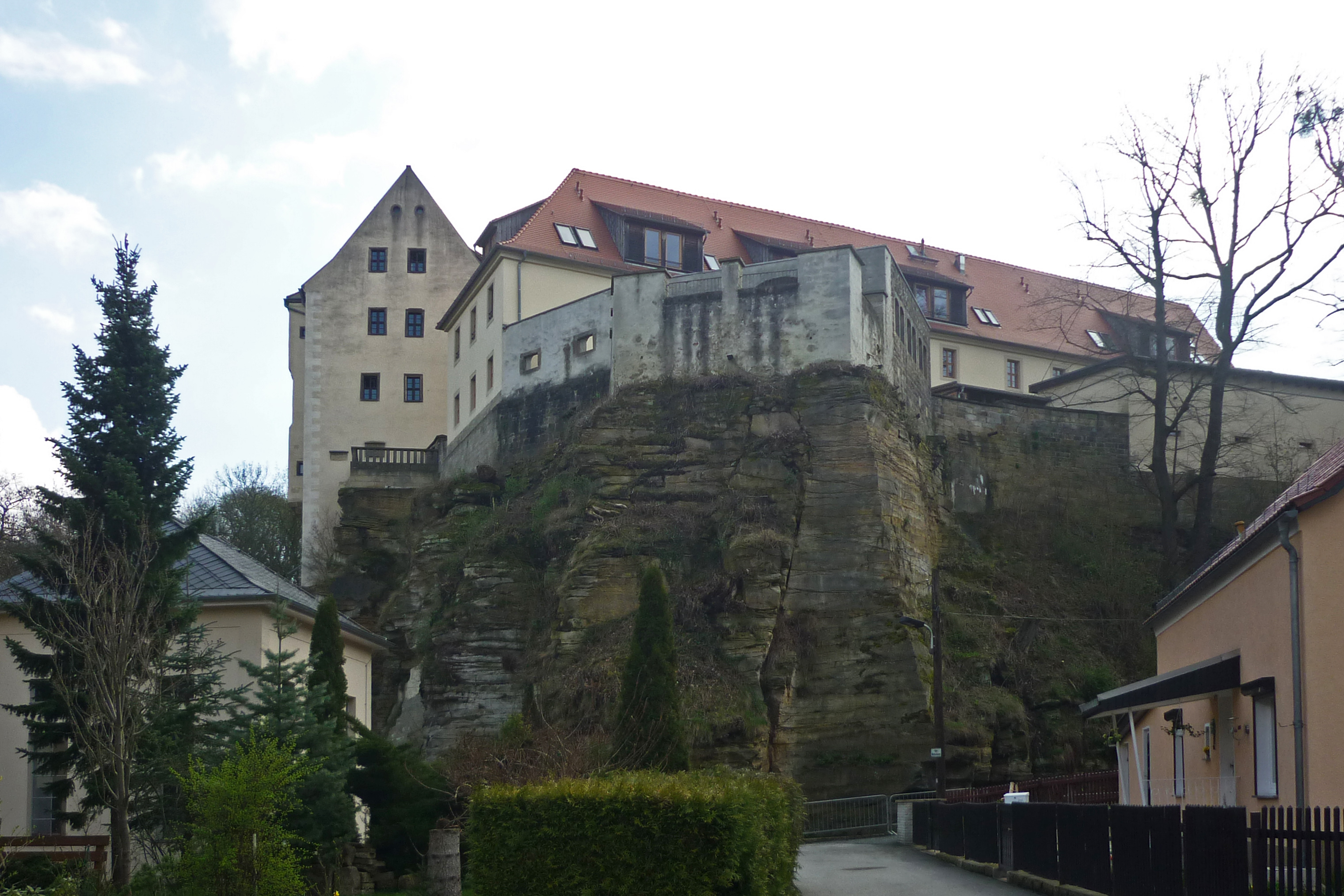

## Weitere Literatur
- Das Eigenthumsrecht am deutschen Kammergut. Gegen A. L. Reyscher die Rechte des Staats an den Domänen etc. S. Hirzel, Leipzig 1863. Digitalisat/S. 276 ff.
- Otto Böhme: Entwicklung der Landwirtschaft auf den Königlich Sächsischen Domänen. Beitrag zur Geschichte der Landwirtschaft auf Grund archivalischen Materials. Inaugural-Dissertation Uni Leipzig, Leipzig 1890. Digitalisat/Erstes Kapitel: Allgemeines. Geschichte der Kgl. Sächs. Kammergüter ... Lohmen